# Леутський Корній Матвійович
Леутський Корній Матвійович (1901–1988) — український біохімік, доктор біологічних наук, професор, заслужений діяч науки УРСР (30.07.1965).

## Біографія
Народився 1901 року в селі Малахове Одеського повіту Херсонської губернії (нині Березанська селищна громада Миколаївського району Миколаївської області). У 1922—1924 роках служив у Червоній армії, у 1924—1925 роках — директор дитячої колонії. 
Після закінчення Одеського інституту народної освіти у 1929 році працював викладачем педагогічного і машинобудівного інститутів у Зінов'євську, старшим науковим співробітником науково-дослідного інституту харчування. Упродовж 1934—1941 років — старший науковий співробітник інституту біохімії Академії наук УРСР та завідувач біохімічної лабораторії Інституту праці у Києві. У повоєнні роки працював проректором з наукової роботи і завідувачем кафедри біохімії Львівського державного університету. З 1949 по 1968 рік — ректор Чернівецького державного університету і завідувач кафедри біохімії. Був головою правління Чернівецької обласної організації товариства «Знання», членом Центральної ради Всесоюзного товариства фізіологів, біохіміків і фармакологів.
У 1962 році обраний почесним членом Чехословацького медичного товариства імені Пуркіне (Академія медичних наук Чехословаччини).
Помер в 1988 році в Москві.

## Нагороди та відзнаки
- Звання "Заслужений діяч науки УРСР" (1965).

- Ордени Леніна,  Трудового Червоного Прапора; медалі.

- дві Почесні грамота Президії Верховної Ради Української РСР (1961, 6.11.1964)